# Королёв, Евгений Валерьевич (учёный)
Евгений Валерьевич Королев (род. 24 февраля 1975 года, Пензенская область, РСФСР, СССР) — проректор по научной работе СПбГАСУ, научный руководитель научно-образовательного центра «Наноматериалы и нанотехнологии». Доктор технических наук, профессор, почетный строитель Российской Федерации, советник Российской Академии архитектуры и строительных наук, эксперт в научно-технической сфере Минобрнауки РФ.

## Краткая биография
В 1997 году с отличием окончил Технологический факультет Пензенской государственной архитектурно-строительной академии, получил специальность инженера-технолога и поступил в очную аспирантуру кафедры «Строительные материалы» Пензенской государственной архитектурно-строительной академии.
С 2000 года по 2004 год работал в должности ассистента, старшего преподавателя, доцента, профессора кафедры «Строительные материалы». С 2004 по 2008 год являлся деканом технологического факультета, с 2008 по 2010 год являлся проректором по научной работе и инновациям Пензенского государственного университета архитектуры и строительства.
С 2011 года — директор научно-образовательного центра «Нанотехнологии» Московского Государственного строительного университета, с 2020 года — научным руководителем.
27 декабря 2019 года приказом министра науки и высшего образования РФ назначен на должность временно исполняющего обязанности ректора НИУ МГСУ.
С сентября 2020 года является проректором учебно-методической работе, а с 2021 проректором по научной работе и профессором кафедры технологии строительных материалов и метрологии СПбГАСУ.

## Научная деятельность
В течение ряда лет возглавлял творческие коллективы в ПГУАС будучи проректором.
Является научным руководителем и консультантом 12 кандидатов и 1 доктора наук.
Опубликовал как соавтор более 500 трудов, в том числе более 200 статей в журналах из перечня ВАК, 25 монографий и 44 патентов РФ. Автор 34 учебно-методических работ.
Стаж научно-педагогической деятельности — 18 лет. Поддерживает плодотворные научные и производственные связи с ведущими учеными России и других стран (Германии, Израиля, США, Великобритании и др.), владеет немецким языком.

## Награды
Государственный, правительственные, ведомственные и региональные награды
- Почётный строитель России (2008 год)
- Почётный знак За заслуги в области специального строительства (2012 год)
- Почётная грамота Министерства образования и науки Российской Федерации
- Нагрудный знак «За вклад в развитие атомной отрасли» второй степени
- Благодарность мэра Москвы (2018 год)

Иные награды:
- Стипендиат Правительства РФ (1998 год)
- Стипендиат Президента РФ (1999 год)
- Стипендиат Президента РФ для обучения за рубежом (1999 год)
- Премия Губернатора Пензенской области (2002 год)
- Золотая медаль «Лауреат ВВЦ» (2003 год)
- Медаль РААСН (2004 год)
- Лауреат премии Правительства Российской Федерации в области образования (2018 год)
- Премия Российской инженерной академии им. И. А. Гришманова